# Bôa
I Bôa sono una alternative rock band formatasi a Londra nel 1993. Sono maggiormente conosciuti grazie alla canzone Duvet, sigla di inizio dell'anime Serial Experiments Lain, che li ha portati persino a tenere un concerto nel 2000 alla convention Otakon.

## Storia del gruppo
La band era originariamente un gruppo funk, formato nel 1993 dal batterista Ed Herten che invitò il tastierista Paul Turrell, il bassista Alex Caird e il suo amico di scuola Steve Rodgers alle chitarre e come voce solista. La sorella di Steve, Jasmine Rodgers (lei e Steve sono in realtà i figli di Paul Rodgers), inizialmente aveva il ruolo di corista nella loro prima canzone Fran, ma poco tempo dopo divenne la voce del gruppo. Ben Henderson si unì infine alla band poco tempo dopo come sassofonista.
La loro prima performance live fu nel 1994 a Londra dove furono accolti piuttosto calorosamente dal pubblico. Nell'estate dello stesso anno Ed Herten lasciò la band per dedicarsi agli studi e venne così chiamato un nuovo batterista, ovvero Lee Sullivan (figlio di Terence Sullivan, batterista dei Renaissance). L'apporto di quest'ultimo membro trasformò definitivamente il gruppo in una rock band.
Nel 1996 sotto etichetta giapponese Polystar la band fece un tour in Inghilterra e incise Race of a Thousand Camels che venne distribuito soltanto in Giappone. Il primo singolo, Duvet fu utilizzato come sigla di apertura dell'anime Serial Experiments Lain. L'anime divenne famoso in tutto il mondo e questo portò di conseguenza ad un grande successo anche per la band.
Nel 2000 Ben Henderson lasciò la band per concentrarsi sul suo gruppo, mentre i bôa, sotto contratto con la Pioneer tennero un concerto presso l'Otakon, una convention di anime. Nel 2001 venne prodotto Twilight negli Stati Uniti, in pratica la riedizione di Race of a Thousand Camels con l'aggiunta di diverse nuove tracce. Nello stesso anno inoltre anche Paul Turrell abbandonò la band.
Nel 2005 venne pubblicato il secondo album Get There.

## Formazione

### Principale
- Jasmine Rodgers - voce, chitarra
- Steve Rodgers - chitarra, voce
- Alex Caird - basso
- Lee Sullivan - batteria, tastiere, varie percussioni

### Ex componenti
- Paul Turrell - tastiere, chitarra, arrangiamento archi, percussioni
- Ben Henderson - chitarra, sassofono, percussioni

### Altri musicisti
- Sue Baker - primo violino
- Jude Gonella - secondo violino
- Kate Wills - viola
- Hannah Birch - violoncello

## Discografia

### Album in studio
- 1998 – Race of a Thousand Camels
- 2001 – Twilight
- 2005 – Get There
- 2024 – Whiplash

### EP
- 1999 – Tall Snake

### Singoli
- 1997 – Duvet